# Museo Bottacin (Musei Civici di Padova)
Le Musée Bottacin est un musée civique d'art à Padoue en Italie basé à l'intérieur du Palazzo Zuckermann ouvert en 1865 grâce au don initial Nicola de Bottacin à la ville de Padoue.